# Antoni Wacław Betański
Antoni Wacław Betański (ur. w 1715 w Pradze, zm. 21 stycznia 1786 w Brzozowie) – duchowny rzymskokatolicki, biskup koadiutor przemyski w latach 1781–1783, biskup diecezjalny przemyski w latach 1783–1786, rektor Uniwersytetu Lwowskiego w latach 1784–1785.

## Życiorys
Czech z pochodzenia. Od 1758 był sekretarzem Jana Klemensa Branickiego.
Dzięki wstawiennictwu Jana Klemensa Branickiego został proboszczem w Tyczynie (1770–1783), w którym na stałe osiadł w 1772. W tym też roku dzięki jego staraniom powstały przy kościele parafialnym trzy bractwa: św. Trójcy, Matki Boskiej Wniebowziętej i św. Katarzyny. Był fundatorem świątyni pw. św. Agnieszki w Goniądzu (1775). W Tyczynie miał własny dworek (istnieje do dziś), opiekował się miejscową szkółką. Był osobą bardzo energiczną, dobrym organizatorem, dlatego świetnie radził sobie z zarządzaniem wszystkimi sprawami miasteczka.
2 kwietnia 1781 został mianowany biskupem koadiutorem diecezji przemyskiej i biskupem tytularnym Troas. Po śmierci biskupa diecezjalnego Józefa Tadeusza Kierskiego (16 stycznia 1783) został jego następcą.
W 1784 został pierwszym rektorem Uniwersytetu we Lwowie powstałego na miejsce Akademii Jezuickiej (ponieważ obie te uczelnie są łączone historycznie, to pierwszym historycznie rektorem uniwersytetu był ks. Wereszczaka, wybrany w 1759), funkcję rektora sprawował rok – do 1785.
Pochowany na cmentarzu parafialnym w Brzozowie.